# Tomoyuki Katabira
Tomoyuki Katabira (japanisch 帷 智行 Katabira Tomoyuki; * 10. November 1993 in der Präfektur Hyōgo) ist ein japanischer Fußballspieler auf der Position eines Abwehrspielers.

## Karriere
Katabira erlernte das Fußballspielen in der Schulmannschaft der Nishinomiya High School und der Universitätsmannschaft der Kochi-Universität. Seinen ersten Vertrag unterschrieb er 2016 bei YSCC Yokohama. Der Verein spielte in der dritthöchsten Liga des Landes, der J3 League. Für den Verein absolvierte er sechs Ligaspiele. Danach spielte er bei FC Nishinomiya, Takasago Mineiro FC und Fukuyama SCC.